# クォク時永
鴌時永（くぉく じえい、クォク・シヨン、朝鮮語: 궉시영）は、中国明王朝の将軍であり、朝鮮氏族の清州鴌氏の始祖である。

## 人物
鴌時永は、壬辰倭乱が勃発すると、明王朝の援軍として李氏朝鮮に派兵された。その後、副長として武功を挙げた功績により、「忠誠公」という諡号を贈られた。